# گراسلبن
گراسلبن (به آلمانی: Grasleben) یک شهر در آلمان است که در Grasleben واقع شده‌است. گراسلبن ۲٬۵۷۰ نفر جمعیت دارد.